# Rhexia flavicans
Rhexia flavicans är en insektsart som beskrevs av Leon Fairmaire. Rhexia flavicans ingår i släktet Rhexia och familjen hornstritar. Inga underarter finns listade i Catalogue of Life.